# Saint Seiya: The Lost Canvas – The Myth of Hades
Saint Seiya: The Lost Canvas Seinto Seiya Za Rosuto Kyanbasu - Meiō Shinwa (聖闘士星矢 The Lost Canvas 冥王神話), és un manga spin-off de Saint Seiya, escrit i il·lustrat per Shiori Teshirogi, sobre el treball original de Masami Kurumada. El manga es va publicar setmanalment a la revista Shōnen Champion d'Akita Shoten, i va acabar amb 25 volums.
La història té lloc en un passat alternatiu, al segle xviii i narra els fets ocorreguts a la guerra santa. En un principi la història tenia lloc durant el mateix període temporal de Saint Seiya: Next Dimension creada per Kurumada, però va acabar divergint-ne.
El juny de 2009 se'n va estrenar una adaptació per a televisió com a sèrie d'anime en format OVA per part de TMS Entertainment. La sèrie ha estat doblada al català i es va emetre al Canal 3XL amb el nom de Saint Seiya: el quadre perdut.

## Argument
En Tenma i l'Aron són dos nens orfes que viuen en un poble italià. La seva vida es veu interrompuda quan Pandora es troba amb l'Aron i li diu que ell és la reencarnació d'Hades, mentrestant en Tenma es troba amb en Dohko, qui el porta al santuari per convertir-lo en Cavaller. Al santuari, en Tenma es converteix en el Cavaller de Pegàs i s'adona que la Sasha, la germana petita de l'Aron i amiga de la infantesa. Al cap de poc temps, tres Cavallers de Plata tornen d'una missió a Itàlia i donen la notícia que Hades s'ha despertat allà i comença la guerra santa.

## Personatges
Tenma de Pegàs (天馬星座のテンマ, Pegasasus no Tenma)És el protagonista de la història, antiga encarnació de Seiya de Pegàs. De petit es va criar al costat de l'Aron i de la Sasha en un orfenat a Itàlia. Ja de petit va saber despertar el cosmos i destruir una roca gegantina, per a sorpresa d'en Dohko que el va veure en aquell moment. En Tenma se'n amb el Cavaller de Libra i s'entrena a Grècia durant dos anys on descobreix que la seva amiga Sasha és la reencarnació de la deessa Atena. Torna a Itàlia i descobreix que el seu millor amic Aron ara és Hades, el déu de l'Infern.
Aron (アローン, Arōn)És un jove pintor que Hades tria per ser el seu cos en aquesta època, perquè resulta que és l'ésser l'humà més pur. Era un orfe que es va criar en un petit poble d'Itàlia, juntament amb la Sasha i en Tenma. Al principi nega el seu destí com a déu de l'Infern, però Pandora i els déus bessons, Thanatos i Hypnos, l'acaben persuadint dient-li que la mort és l'única salvació per al món.
Sasha (サーシャ, Sāsha)És la reencarnació de la deessa Atena que apareix sempre que el mal amenaça a la Terra. De petita es va criar amb l'Aron i en Tenma en un orfenat d'una petita ciutat italiana, fins que va ser reconeguda com a Atena per Sísif de Sagitari que la va "adoptar" i la va portar al Santuari. Molts anys després es troba amb en Tenma, quan s'entrenava per ser Cavaller.

## Desenvolupament
Shiori Teshirogi es va reunir amb Masami Kurumada en un acte públic que va visitar i ella va ser escollida com la nova autora del manga que Kurumada tenia previst. En aquest esdeveniment, Teshirogi va enviar a Kurumada el primer manga que havia creat, així com una carta a Kurumada per demanar permís per escriure The Lost Canvas. Tot i que estava contenta amb aquesta proposta i malgrat que Saint Seiya sempre ha estat el seu manga preferit, es va trobar amb molts problemes, perquè estava acostumada a escriure històries de gènere Shōjo i The Lost Canvas s'emmarca en el gènere Shōnen. Per tal de fer això, Teshirogi va haver de canviar diverses coses del seu estil, com ara la narració i acostumar-se a dibuixar baralles, que és el que més hauria d'il·lustrar. Abans que el manga comencés, Kurumada va enviar a Teshirogi una versió general de la història del manga. Però sempre que la sèrie continués, ella començaria a canviar algunes parts després de discutir amb la gent d'Akita Shoten. A més, els dissenys d'alguns personatges i armadures es van basar en la segona temporada de l'adaptació a l'anime de Saint Seiya -coneguda com "la saga d'Asgard-, però combinats amb el seu propi estil.
Quan se li va proposar a Teshirogi començar The Lost Canvas, es va informar a aquesta que la sèrie de televisió havia de durar uns quants volums. Tot i això, quan el desè volum es va publicar, es va sorprendre de la longitud que la sèrie havia aconseguit.
En la realització de l'anime, les emocions de Teshirogi es van intensificar encara més i va decidir posar més atenció en la seva producció, arribant a refer algunes de les il·lustracions que havia realitzat. Pel que fa als personatges de Saint Seiya i de The Lost Canvas, Teshirogi ha comentat que el seu personatge preferit és el Cavaller de Pegàs, el qual s'ha convertit en el que més li agrada dibuixar. Quan es va crear en Tenma, el Cavaller de Pegàs, Teshirogi va voler comprovar si en Tenma havia de tenir un caràcter com el de Seiya, però es va adonar que tots dos personatges tenien personalitats diferents.
Una altra cosa comentada de la seva obra són els papers dels Cavallers d'or de Taure, Càncer i Peixos. Aquests personatges tenen molt més protagonisme que en la sèrie original. Quan Teshirogi va sentir els comentaris que aquests tres personatges són més interessants en la seva obra que en la sèrie original, va contestar que no tenia intenció de donar-los un tractament especial. El nom dels personatges tenen a veure amb els seus orígens, i de la constel·lació de Peixos com Albafica -el nom Alba-, es va desenvolupar quan estava pensant en el nom de les roses.

## Llocs de la sèrie

### Santuari d'Atena

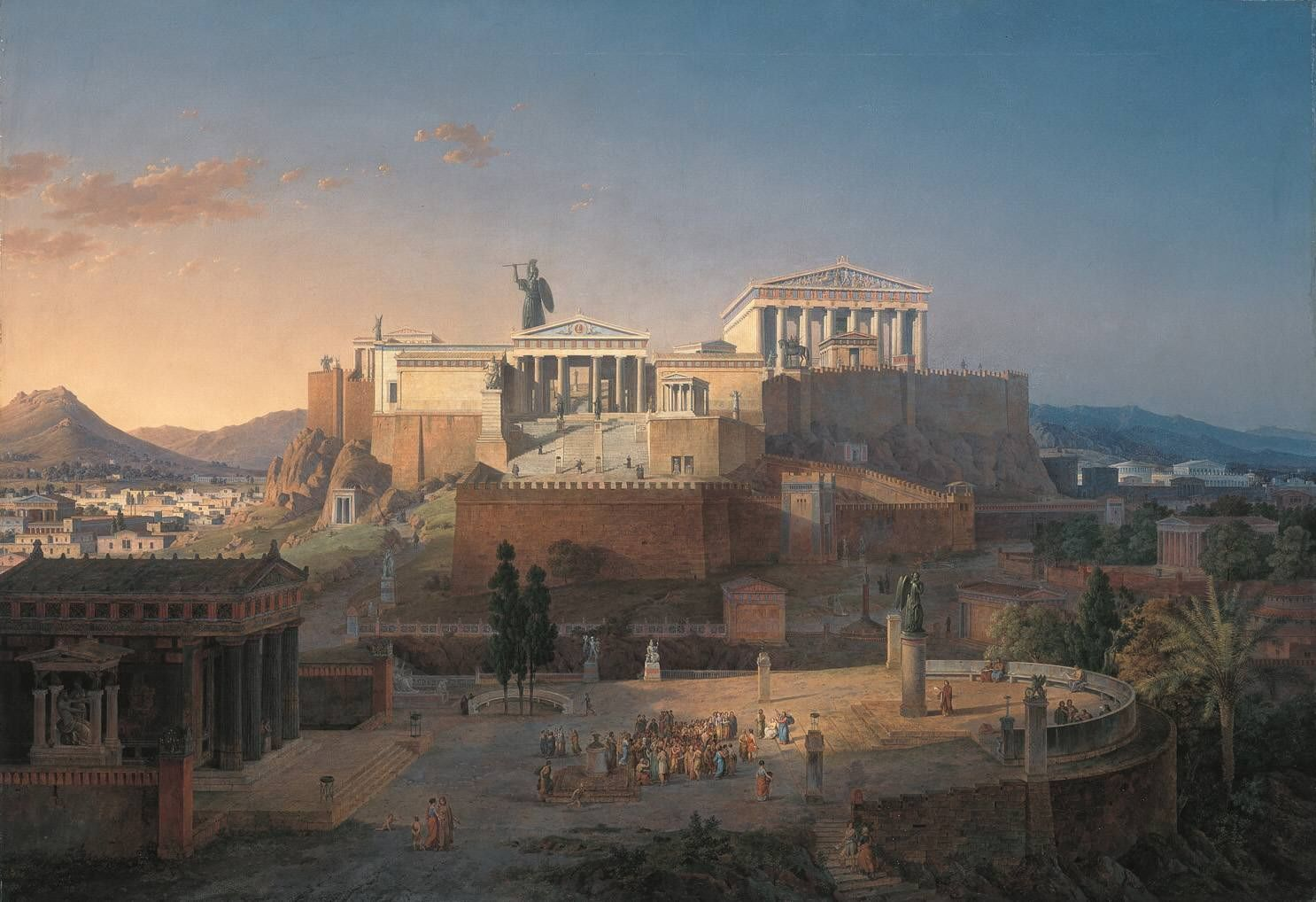
Representació del Partenó, el santuari d'Atena a la sèrie.

Aquí és on transcorre l'inici de la sèrie. És el centre de comandament i el mateix lloc on viuen els cavallers, governat per la deessa Atena. Tradicionalment, cada dos-cents anys, la deessa de la guerra baixa a la seva estàtua en forma de nadó on ha de ser criada i instruïda pel patriarca vigent per ser preparada amb el propòsit d'aturar qualsevol força maligna que s'atreveixi a intentar conquerir la terra, especialment d'Hades i els seus espectres. Tot i això, a El quadre perdut es trenca aquesta tradició quan Atena decideix néixer en un ventre humà i a més a més, com a la germana de la reencarnació d'Hades. Això provoca la còlera de Pandora que menysprea la Sasha, la reencarnació d'Atena al segle xviii.
El Patriarca del Santuari a la sèrie és en Sage, el vell cavaller de Càncer que amb el seu germà Hakurei d'Altar, van ser els únics supervivents de la guerra passada contra Hades i, per tant, es van veure obligats a reconstruir el santuari i preparar-lo per a la nova guerra que hi ha durant tota la sèrie.
En el transcurs de la sèrie, el Santuari és atacat pels espectres en reiterades ocasions, començant amb en Minos i els seus sequaços, que són derrotats per l'Albafica de Peixos a costa de la seva vida, per Kagaho de Bennu que és aturat per Aldebaran de Taure, fins a ser atacat pel mateix Hades qui després d'una confrontació amb Atena i els seus Cavallers, torna al seu Castell per destruir la humanitat mitjançant el Quadre Perdut.
Al final del manga, el Santuari queda parcialment destruït i Shion d'Aries n'és el responsable com a nou patriarca, mentre que en Dohko de Libra és enviat als cinc pics a vigilar les estrelles malignes d'Hades que han estat tancades. En Shion juntament amb altres supervivents hauran de reconstruir el santuari per a la pròxima guerra Santa, que marca els esdeveniments de la sèrie Saint Seiya.

### Castell d'Hades

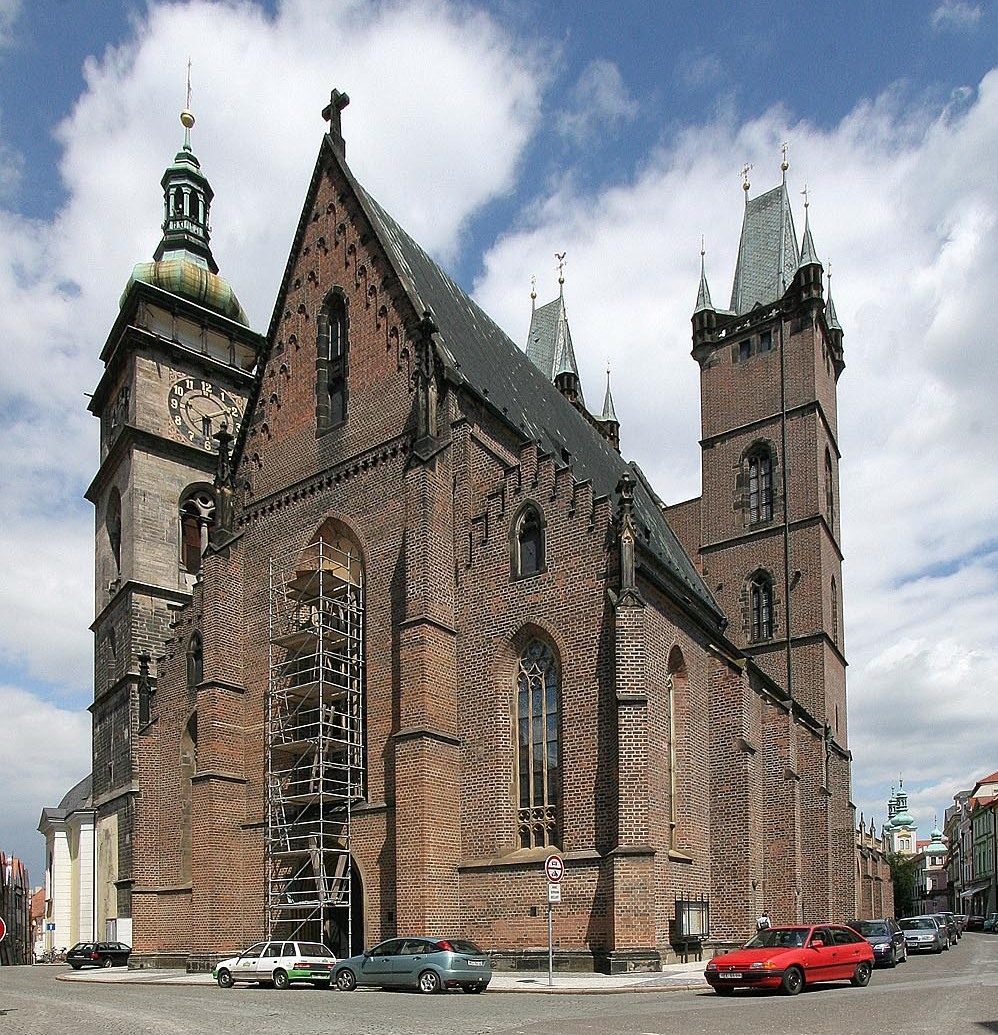
Catedral de Hradec Králové a la República Txeca. Té un disseny semblant a la catedral d'Hades a The Lost Canvas (El Quadre Perdut).

El castell d'Hades, (que en realitat era una catedral) s'ubica en un turó elevat i pedregós de l'antiga ciutat natal d'en Tenma, la Sasha i l'Aron. Està protegida a la seva base per un bosc fosc. En aquest bosc hi viu la Veronica de Nasu que utilitza el seu poder per crear falses visions per poder enganyar i assassinar tots els Cavallers d'Atena que s'atreveixin a entrar al bosc. En Tenma, en Yato i la Yuzuriha van patir el mateix destí però Manigold de Càncer els va rescatar i va aconseguir vèncer l'espectre. Després del combat decideix entrar al castell on es troba amb Hypnos i Thanatos.
Després de la derrota de Thanatos, Hypnos aixeca una barrera de son al voltant del castell amb el propòsit d'adormir qualsevol que s'atreveixi a penetrar la zona. També sol·licita l'ajuda dels seus servents, els déus del son Oneiros, Ikelus, Phantasos i Morfeu, que habiten al món dels somnis.
Quan els déus del somnis són vençuts, Hakurei en reemplaçament del seu germà Sage decideix ordenar un atac directe al castell d'Hades, comandat per Sísif de Sagitari qui utilitza la seva fletxa per destruir la barrera de son d'Hypnos. A l'interior del castell Hakurei es troba amb Hypnos que li recorda l'obsessió que té el Cavaller de plata amb el déu pels danys que aquest va fer en la guerra passada, després del combat, Hypnos és segellat per l'ancià.
Amb Hypnos derrotat, Hakurei es disposa a destruir la barrera d'Hades però és assassinat a mans d'aquest, en Tenma, en Shion, la Yuzuhira, en Yato i en Dohko lluiten contra ell. Al final de la baralla, Hades puja al Quadre Perdut, deixant que el castell s'ensorri.
Mentre el castell funcionava tenia les mateixes funcions que el Santuari amb Atena, era el centre d'operacions dels espectres al comandament de Pandora, que en algunes ocasions ordenava als seus espectres que complissin missions pel seu propi compte.

### L'Infern

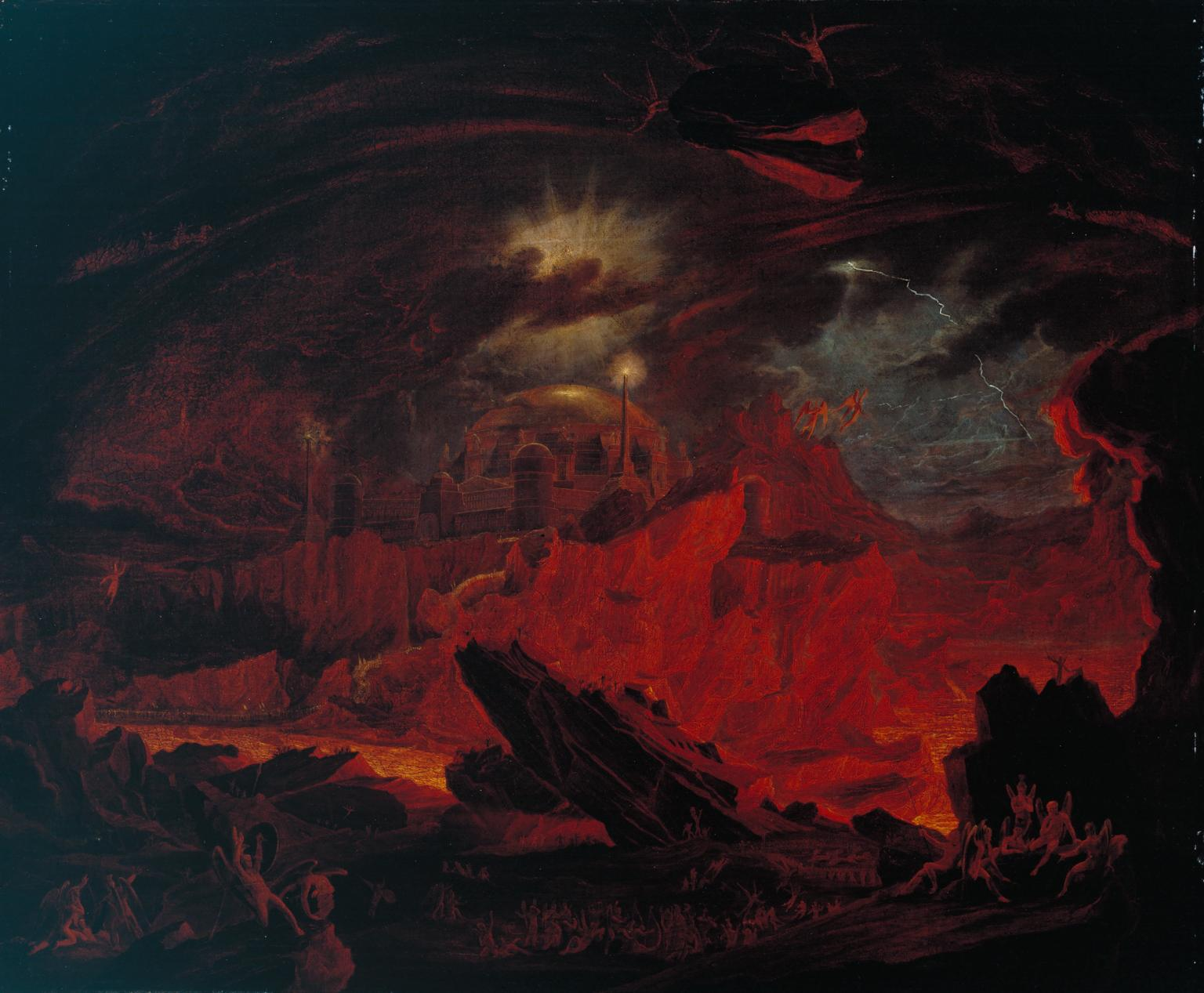
L'Infern és el regne d'Hades on van les ànimes dels morts per a ser turmentades pels seus pecats.

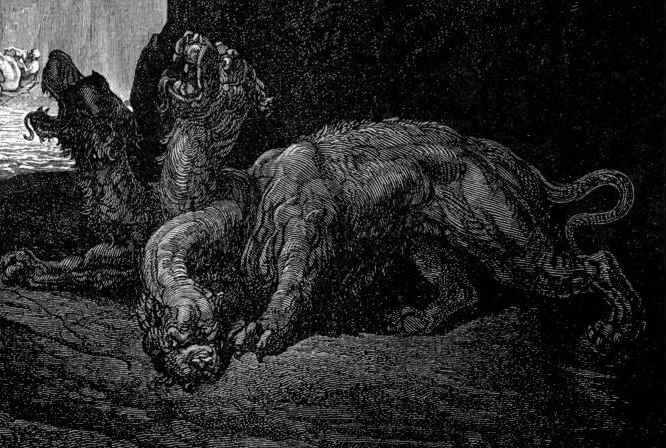
El ca Cèrber, el gos de l'infern apareix a la sèrie per perseguir en Tenma, en Yato i la Yuzuriha.

És el regne pròpiament dit d'Hades, el lloc on van totes les ànimes humanes després de la mort. L'ànima d'en Tenma és enviada a aquest lloc després de ser "assassinat" per l'Aron i ha de ser rescatat per en Yato i la Yuzuhira. S'enfronten a Fedor de Mandràgora i un cop vençut l'espectre,tots tres continuen el seu viatge per l'infern. La guerrera de Jamir els explica que han d'aconseguir els fruits que dona l'Arbre de la Saviesa, per així segellar l'ànima dels Espectres i evitar que el poder d'Hades els revisqui. Després de travessar un llarg passadís aconsegueixen sortir a la superfície de l'infern, on es troben amb la Sisena Presó, i no només això, sinó també amb el ca Cèrber, el gos guardià de l'infern.

### El món dels somnis

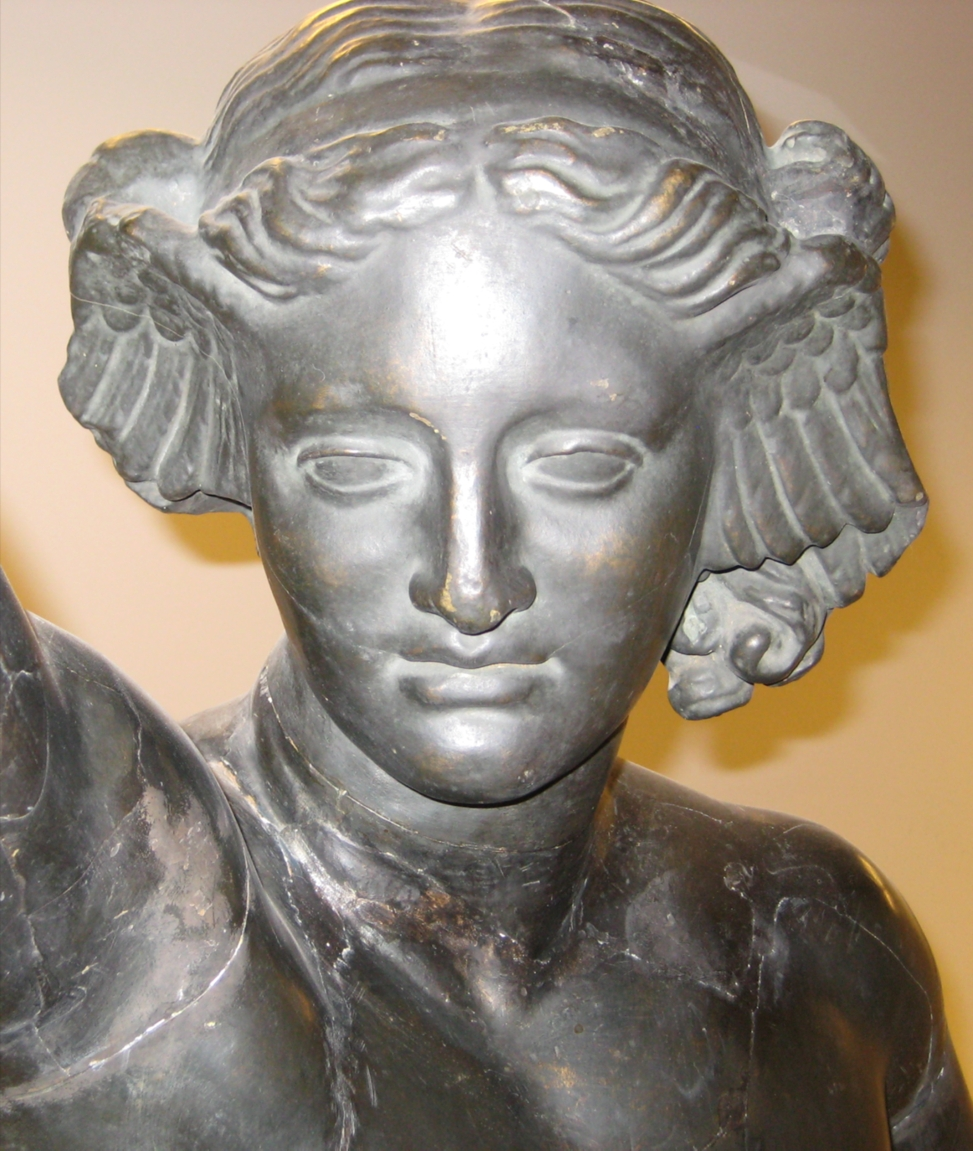
Hypnos és el déu dels somnis en la mitologia grega, i a The lost Canvas, regeix el món dels somnis.

És el món fosc governat per Hypnos i els seus déus menors (Ikelos, Phantasos, Morfeu i Oneiros), aquest món té forma de gàbia gegant on resideixen els somnis de les persones. En aquest lloc és on El Cid de Capricorn lluita contra Phantasos fins a matar-lo per després enfrontar-se a Ikelos, mentre que en Tenma és tancat en una de les presons del son per Morfeu. En Tenma aconsegueix despertar la seva armadura divina i derrotar el déu sense problemes. En Tenma i El Cid es tornen a trobar i s'enfronten a l'últim déu del somni que queda, Oneiros.
Amb l'ajuda d'Atena, en Tenma i El Cid aconsegueixen enfrontar-se amb Oneiros, que ha convocat les ànimes dels seus germans i que s'han fusionat amb ell, i aconsegueixen escapar-se del món dels somnis tornant a la realitat on derroten definitivament a Oneiros.

### El Quadre Perdut
És una pintura feta per l'Aron amb la qual intenta destruir a la humanitat. La pintura es troba al cel cobrint els núvols. Cada persona que és pintada, és separada de la seva ànima i, per tant, mor, però la seva ànima en lloc d'anar a l'infern va directe a la pintura i n'acaba formant part. Entre els llocs que destaquen en aquest lloc hi ha: 
Mur del Quadre PerdutÉs un mur gegantí que es troba a l'entrada del Quadre Perdut; està protegit per l'espectre Pharaoh de l'Esfinx. Aquest mur només es va poder obrir pel poder d'una Exclamació d'Atena feta pels Cavallers d'Or: Shion, Regulus i Sísif. Segons el que s'ha dit pels cavallers, el mur és molt bonic i està molt detallat; pel fet que aquest mur va ser dissenyat per l'Aron així com tot al Quadre Perdut.
Porta del Quadre perdutÉs una porta estranya que es troba després del Mur del Quadre Perdut, ja que s'assembla molt a la porta de l'infern; tot i que només té quatre pilars que la sostenen, a diferència de la porta de l'infern que només en té dos.
El Mar de núvolsÉs un espès riu del Quadre Perdut format per l'aigua dels núvols. Està protegit per l'espectre Caront d'Aqueront. Va ser en aquest lloc on l'exèrcit d'Atena va ser petrificat pel poder de Caront dels quals els únics supervivents van ser en Tenma, en Sasha, en Regulus i en Shion. Aquí va ser on Caront i l'Aron segellen els poders de la Sasha en una pintura, tornant-la completament humana.
Els temples malignesSón l'últim santuari d'Hades a El Quadre Perdut, així com és la base dels espectres traïdors i els guardians de les Cases Maleïdes. Cada temple és protegit per un aliat de l'Aron llevat de Radamanthys de Wyvern. Aquests temples o cases es troben al cel, gràcies a això només s'hi pot arribar volant ja sigui per mitjà del vaixell negre, del vaixell d'Atena, per mitjà del vol, de la teleportació o viatjant entre les dimensions. La funció d'aquest santuari és protegir la pintura de l'Aron. Al cim d'aquestes es troba el tron de l'Aron on acaba la seva pintura. Al principi dels temples hi ha un gran mur que es va poder destruir gràcies a l'"Athena Exclamation" feta per en Regulus, en Shion i en Sísif. Després hi ha una mena de mar fet de núvols i més endavant es troben els temples, que s'organitzen com el sistema solar:
- Temple de Mercuri

És el primer dels 9 temples malignes. Aquest temple el protegeix l'espectre Yoma de Mefistòfil. En Yoma diu a en Tenma que el seu pare no va morir en convertir-se en espectre, sinó que va veure com va néixer Hades de la mare de Pandora en un dia nevat. Per aquesta raó va decidir fugir i disfressar-se de monjo, per no caure víctima d'Hypnos i Thanatos.
- Temple de Venus

És el segon Temple del Quadre Perdut. El protegeix l'espectre Lune de Balrog. Aquest lloc s'assembla molt a la Primera Presó de l'Infern.
Lune de Balrog i algunes Sacerdotesses Fosques treballen registrant totes les vides de les persones que seran salvades pel Quadre Perdut.
- Temple de la Terra

És el tercer temple del Quadre Perdut, i està protegit per l'espectre Kagaho de Bennu. Aquest temple i el Temple d'Urà no són vistos per fora al manga, és a dir, no apareixen les portes o murs. Aquí es du a terme la lluita de Dohko de Libra contra el seu guardià Kagaho de Bennu.
- Temple de Mart

És el quart temple del Quadre Perdut el qual és protegit pel cavaller traïdor, Aspros de Bessons. Curiosament la batalla que passa en aquest temple és abans de les batalla del Temple de Mercuri, el Temple de Venus i el Temple de la Terra, ja que Deutero de Bessons va aconseguir teletransportar-se aquí abans que els Cavallers arribessin al Temple de Mercuri.
- Temple de Júpiter

Aquest és el cinquè temple maligne del Quadre Perdut, el qual era protegit per l'espectre Valentine d'Harpia, però en vista que l'espectre va abandonar el temple per anar al Temple de Saturn, no apareix mai.
- Temple de Saturn

És el sisè temple maligne del Quadre Perdut, el qual és protegit per l'espectre Radamanthys de Wyvern. Aquest temple en si, sembla un castell o una fortalesa. Aquí va tenir lloc la mort de l'espectre Valentine d'Harpia a mans de Radamanthys de Wyvern, la mort de Regulus a mans de Radamanthys i la primera batalla entre Partita de Mussol i Pandora. També va ser el lloc en el qual Partita va aparèixer per primer cop abans d'endur-se en Tenma al Temple d'Urà.
- Temple d'Urà

És el setè temple del Quadre Perdut. Defensat per Partita de Mussol, aquest temple comparteix juntament amb el Temple de la Terra el fet que en el manga, no són vistos per fora. L'únic part que apareix és la sala on lluiten en Tenma i la seva mare.
- Temple de Neptú

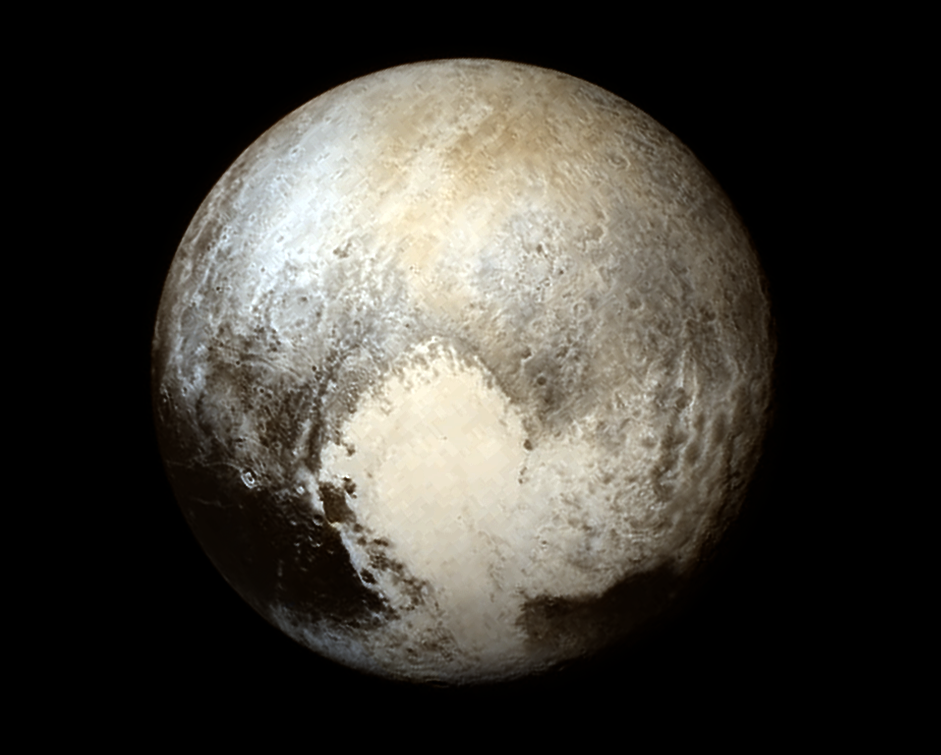
Plutó, l'últim planeta, ara planeta nan del 2006. Representa a la sèrie l'últim temple. És el lloc on viu Hades.

És el vuitè temple del Quadre Perdut. Aquest temple el protegeix l'espectre Tokusa de Hanuman. És l'únic temple que no es veu perquè se'l salten. Es creu que el seu guardià és en Tokusa perquè en el moment que l'Aron i Pharaoh anomenen els guardians, apareix entre les ombres juntament amb Lune i Youm, fent entendre que és un d'ells.
- Temple de Plutó

És el novè i últim temple del Quadre Perdut, així com l'únic temple que té 3 guardians: l'Aron, Hades i Pandora. Es tracta del Taller de l'Aron, on hi pinta la seva obra "El Quadre Perdut". És aquí on Aspros de Bessons fusionat amb l'ànima del seu germà Deutero de Bessons intenta matar l'Aron sense aconseguir-ho.
En aquest temple és on l'Aron té la pintura amb la qual va segellar el cosmos d'Atena, com també passa aquí la batalla de Radamanthys de Wyvern en contra de l'Aron per salvar Pandora i volent despertar Hades, aconseguint trencar la dimensió amb un cop per destruir el quadre que segellava el cosmos d'Atena, així com la mort de Radamanthys a mans de l'Aron protegint Pandora.

## Manga
El manga de Saint Seiya: The Lost Canvas va ser publicat per Akita Shoten a la revista Shōnen Champion. El primer volum es va publicar el 12 de desembre de 2006. La sèrie consta d'un total de 25 volums.
Una petita història de 40 pàgines titulada Saint Seiya THE LOST CANVAS – The Myth of Hades – Yuzuriha Chronicles: The emblem of bloody ink (聖闘士星矢 THE LOST CANVAS 冥王神話 ユズリハ外伝 血墨の紋, Seinto Seiya Za Rosuto Kyanbasu – Meiō Shinwa – Yuzuriha Gaiden: Chizumi no mon) es va publicar el 16 d'octubre de 2009, a les revistes 11 i 12 de Princess Gold de l'editorial "Akita Shoten", orientada a un grup demogràfic majoritàriament femení. La història s'emmarca a continuació de "The Lost Canvas", i explora les motivacions i el passat de la Yuzuriha, i el seu germà petit, en Tokusa, així com el seu punt de vista dels esdeveniments que envolten la resurrecció d'Hades. Aquest episodi encara no s'ha publicat en edició tankōbon.
A l'últim capítol de The Lost Canvas, es va anunciar una nova sèrie que se centra en els Cavallers d'Or. Rep el títol de Saint Seiya: The Lost Canvas – The Myth of Hades – Anecdotes (聖闘士星矢 THE LOST CANVAS 冥王神話 外伝, Seinto Seiya Za Rosuto Kyanbasu – Meiō Shinwa – Gaiden). El primer capítol es va publicar el 19 de maig de 2011.

## Anime
El manga va ser adaptat en una sèrie d'anime en format OVA. Consta de dues temporades de 13 episodis cadascuna, fent un total de 26 episodis produïts tots per TMS Entertainment. Osamu Nabeshima va ser el director de la sèrie i Yuko Iwasa va dissenyar-ne els personatges.
La sèrie es va estrenar el 18 de novembre de 2011 al Canal 3XL.

## Banda Sonora
Opening
The Realm of Athena (El regne d'Atena) per EUROX (Episodis 1-26).
Ending"Hana no kusari" (花の鎖, Cadena de flors) per Maki Ikuno i Marina del Ray (Episodis 1-26).
Totes dues cançons es van incloure en el CD Saint Seiya: The Lost Canvas - Hades Mythology, col·lecció de temes musicals (圣闘士星矢 THE LOST CANVAS 冥王神话主题歌集, Seinto Seiya: The Lost Canvas - MEIO Shinwa Shudaikashū) que es va posar a la venda el 25 de juliol de 2009.
La banda sonora la va compondre de Kaoru Wada i es troba en un CD amb 36 cançons, anomenat Saint Seiya: The Lost Canvas - Hades Mythology ~ Original Soundtrack ~ (圣闘士星矢 THE LOST CANVAS 冥王神话 ~オリジナルサウンドトラック~) que va sortir el 25 de setembre de 2009.

## Recepció
El manga ha tingut vendes força altes i ha gaudit d'una gran acceptació per part dels lectors japonesos. Els 16 primers volums de la sèrie han venut en total més d'1 milió de còpies al Japó a data de març de 2009.
Durant la primera setmana de sortida, el volum 13 del manga va vendre 25.238 còpies al Japó, arribant al lloc núm. 23 dels manga més venuts. El volum 14 va arribar a la quantitat de 26.731 còpies al Japó, mantenint l'anterior posició. El volum 17 va arribar a pujar a la posició 22 del rànquing amb 24.843 còpies venudes mentre que el volum 18 va superar el seu predecessor amb 29.436 en la seva primera setmana, però baixant a la posició del rànquing de manga al lloc 23. El volum 21 del manga va aconseguir 24.450 còpies venudes, obtenint el 24è lloc de la llista.